# FanDuel Sports Network Southeast
 (septembre 2021).
Si vous disposez d'ouvrages ou d'articles de référence ou si vous connaissez des sites web de qualité traitant du thème abordé ici, merci de compléter l'article en donnant les références utiles à sa vérifiabilité et en les liant à la section « Notes et références ».
Bally Sports Southeast anciennement Fox Sports Southeast est une chaîne de télévision sportive régionale américaine appartenant à Diamond Sports Group qui diffuse des événements sportifs dans les États de Géorgie, Tennessee, Alabama, Mississippi, Caroline du Sud et une partie de la Caroline du Nord. Sa programmation est aussi partagée avec Fox Sports South (en) lors de conflits d'horaire.

## Programmation
La chaîne diffuse les matchs des équipes professionnelles suivantes :
- Hawks d'Atlanta (NBA)
- Braves d'Atlanta (MLB)
- Hornets de Charlotte (NBA)
- Grizzlies de Memphis (NBA)
- Dream d'Atlanta (NBA)

ainsi que la couverture des sports collégiaux suivants :
- Southeastern Conference
- Atlantic Coast Conference